# Pepsi Grand Slam 1976
Il Pepsi Grand Slam 1976 è stato un torneo di tennis giocato sulla terra verde. È stata la 1ª edizione del Pepsi Grand Slam, che fa parte del Commercial Union Assurance Grand Prix 1976. Il torneo si è giocato a Myrtle Beach negli Stati Uniti, dal 10 al 12 luglio 1976.

## Campioni

### Singolare maschile
Ilie Năstase ha battuto in finale  Manuel Orantes con il punteggio di 6–4, 6–3